# It's Alright (I See Rainbows)
It's Alright (I See Rainbows) è il sesto album in studio da solista della cantante Yōko Ono, pubblicato nel 1982. Si tratta del secondo disco uscito dopo l'assassinio del marito John Lennon. 
L'album è stato ripubblicato nel 1997.

## Tracce
1. My Man – 3:45
2. Never Say Goodbye – 4:17
3. Spec of Dust – 3:32
4. Loneliness – 3:34
5. Tomorrow May Never Come – 2:38
6. It's Alright – 4:34
7. Wake Up – 3:40
8. Let the Tears Dry – 3:26
9. Dream Love – 4:43
10. I See Rainbows – 2:34